# Ingenieurschule für Verkehrstechnik (Dresden)

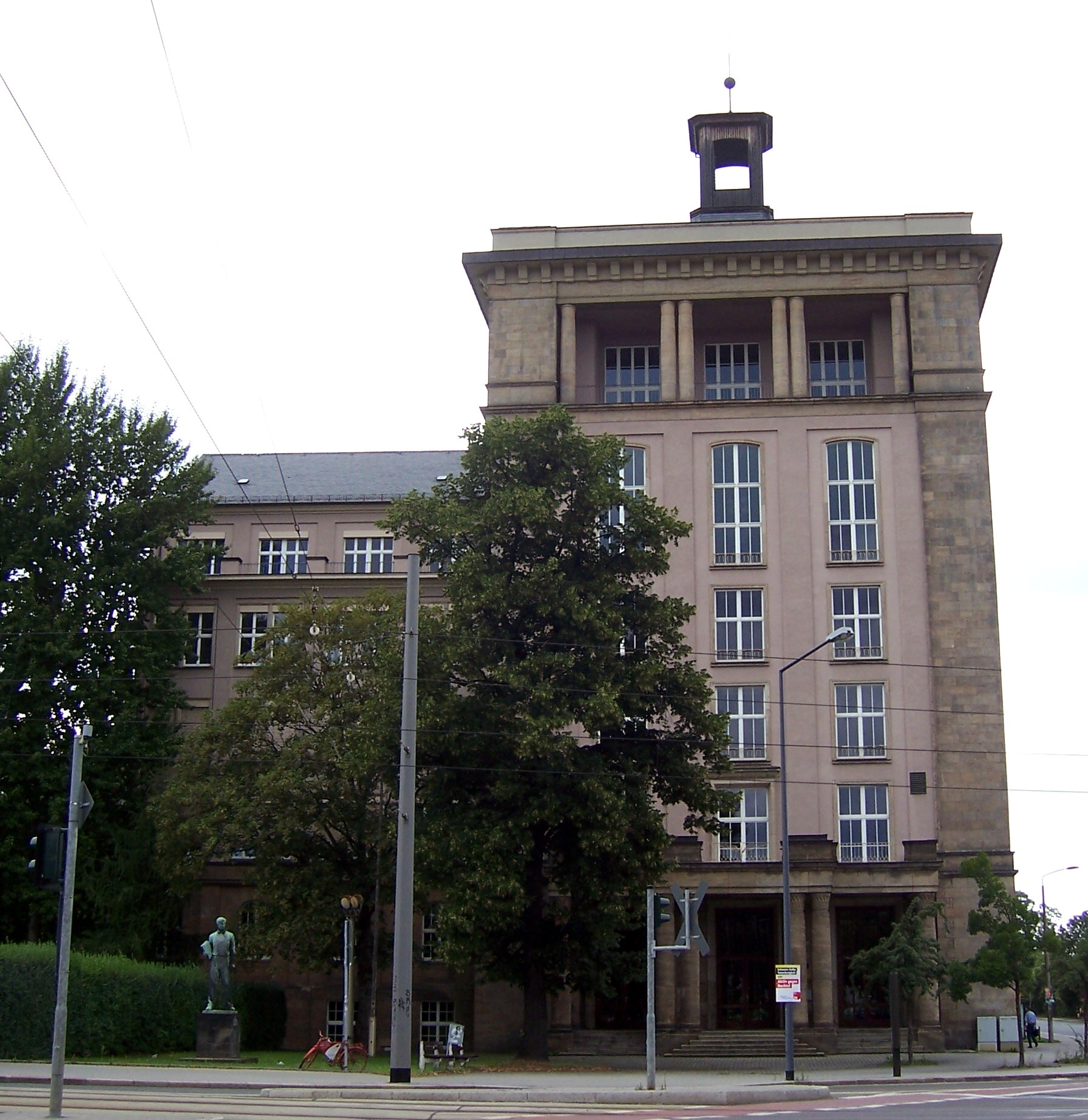
Lehrgebäude der Ingenieurschule für Verkehrstechnik

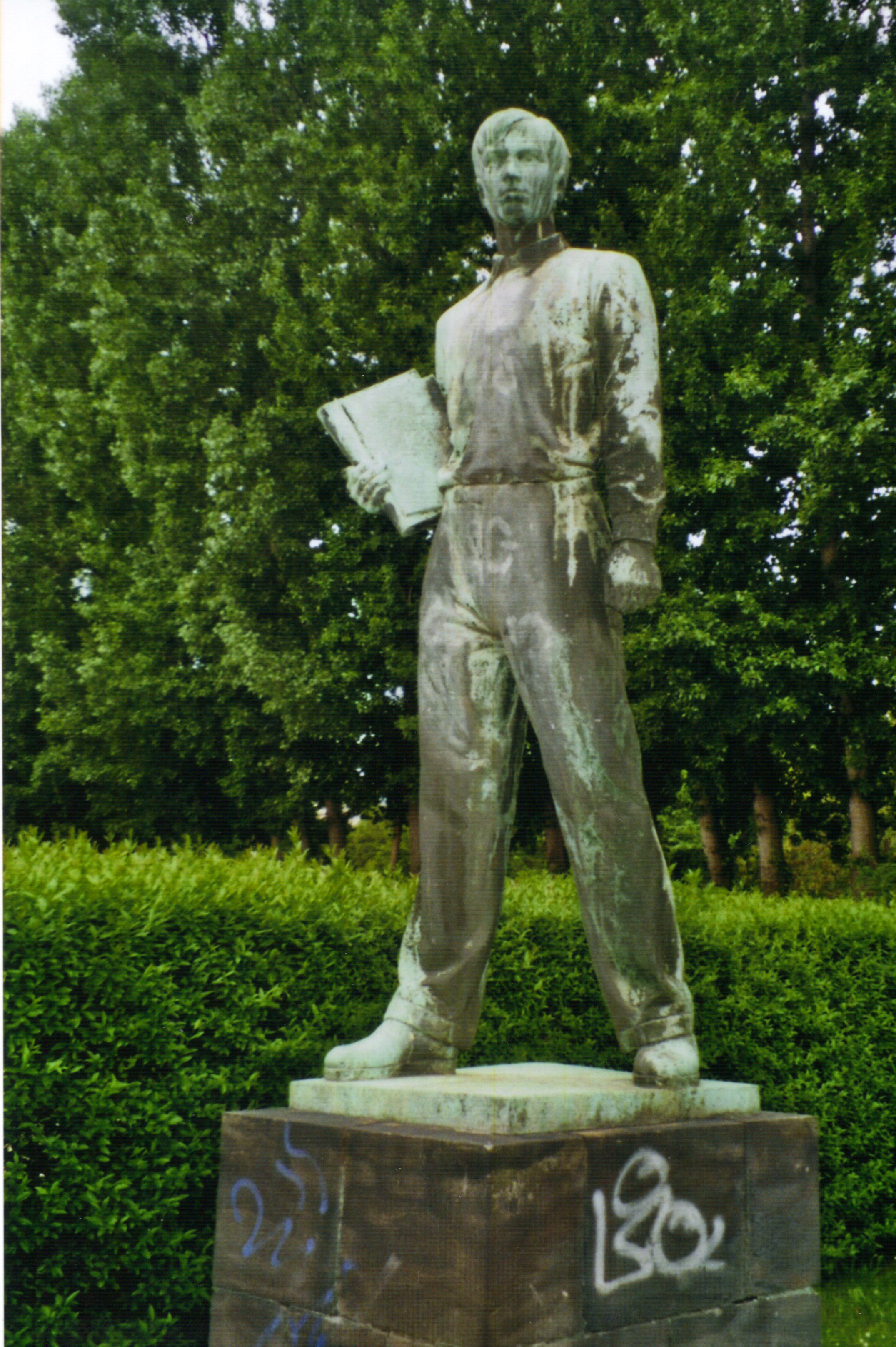
Statue von Max Piroch neben der Fachschule für Elektrotechnik Dresden, Strehlener Platz

Die Ingenieurschule für Verkehrstechnik „Erwin Kramer“ war eine Ingenieurschule für Berufe der Verkehrstechnik am Strehlener Platz 2 in Dresden.

## Geschichte der Ingenieurschule
Die Ingenieurschule wurde auf Anordnung des Ministers für Verkehr vom 8. März 1952 mit Wirkung zum 1. Oktober als „Fachschule für Eisenbahnwesen“ gegründet. Sie umfasste zunächst die Fachrichtungen Schienenfahrzeugtechnik, Eisenbahnbautechnik und Sicherungs- und Fernmeldetechnik.
Später kamen die Fachrichtungen Eisenbahnbau, Straßenbau, Brückenbau, Eisenbahnsicherungstechnik, Verkehrsnachrichtentechnik, Luftfahrtelektronik/Flugsicherung, Luftfahrzeugtechnik, Ingenieurökonomie des Transportwesens, elektrische Maschinen Anlagen und Geräte, sowie Ökonomie des Fremdenverkehrs dazu.
Ende Juni 1981 unterzeichneten die Ingenieurschule und die Hochschule für Verkehrswesen (HfV) einen Zweijahres-Arbeitsplan, der eine vertiefte Zusammenarbeit vorsah. Per Beschluss des Ministerrats der DDR vom 12. Dezember 1986 wurde die Ingenieurschule zum 1. September 1988 in die HfV integriert.
Nach der Auflösung der HfV im Jahre 1992 übernahm die Stadt Dresden das Gebäude für das Berufliche Schulzentrum für Elektrotechnik, das aus mehreren, zuvor eigenständigen Berufsschulen hervorging. Für diese Nachnutzung wurde der Komplex von 1994 bis 1997 umfangreich rekonstruiert. Architekt der Sanierung war Gerhard Landgraf.

## Architektur
Errichtet wurde sie von 1954 bis 1958 von Richard Paulick und Friedrich Wilhelm Wurm. Die Plastik wurde von Max Piroch geschaffen. Der Grundstein wurde am 8. April 1954 durch den Minister für Eisenbahnwesen, Roman Chwalek, gelegt.
Das Bauwerk gilt als ein Beispiel für den öffentlichen Profanbau im Sozialistischen Klassizismus mit Anklängen an den Dresdner Barock. „In der architektonischen Gestaltung wurde der Versuch unternommen, in einzelnen architektonischen Motiven und in der Gliederung der Fassaden an den Dresdner Barock anzuknüpfen“. Der Eckturm und die sich anschließenden Flügel zur Strehlener Straße und zur Ackermannstraße wurden in zurückhaltend historisierender, neoklassizistischer Formensprache errichtet. Der Schulbau erfolgte parallel zum Siedlungsbau im Stil des sozialistischen Klassizismus an der Nürnberger Straße in der Dresdner Südvorstadt.

### Architektonische Beschreibung

#### Eckturm und Flügel am Strehlener Platz/Ackermannstraße
Bemerkenswert ist das turmartige Eckgebäude am Strehlener Platz mit drei nebeneinanderstehenden, hohen Portalen, jedes mit einem Säulenpaar flankiert. Die Kapitelle der Säulen sind in einer „typischen schlicht ornamentierenden“ Formensprache der 1950er-Jahre gehalten. Die am Portal befindlichen Säulenpaare korrespondieren mit den Säulenpaaren im Obergeschoss des Eckturms. Darauf ruht ein Kranzgesims mit bekrönendem Schmucktürmchen. Ursprünglich sollte auf dem Eckturm nochmals ein kleinerer, dreigeschossiger, achteckiger Turm errichtet werden, dem eine Laterne mit großer vergoldeter Kugel an der Spitze aufgesetzt werden sollte. In Eckturm war hinter einem Balkon zurücksetzt ein Turnraum in der Größe eines Volleyballfeldes untergebracht.
Die Fassade des sich an den Eckturm anschließenden Flügels am Strehlener Platz/Ackermannstraße ist vier Geschosse hoch und besteht aus einem Sockelgeschoss, drei Obergeschossen und einem zurückgesetzten Dachgeschoss. Die Sockelzone  besteht aus dem Keller- und Erdgeschoss und ist mit Sandstein verkleidet und reicht bis zur Sohlbank des ersten Obergeschosses. Darauf erheben sich in einer Putzfassade drei Obergeschosse, die von einer Lisenenarchitektur zusammengefasst werden, wobei jede Achse vier Meter breit ist. Als oberer Abschluss des Traktes am Strehlener Platz/Ackermannstraße befindet sich am dritten Obergeschoss ein Hauptgesims bzw. Terrassensims, mit darüber befindlichen Säulenbrüstung und zurückgesetztem Dachgeschoss. Zwei Achsen der Fassade treten als Risalit leicht hervor und haben einen Segmentgiebel. Bemerkenswert ist des Weiteren die Giebelwand des Hörsaaltraktes an der Ackermannstraße. Dort ist auf Erdgeschosshöhe eine figürliche Darstellung zu sehen.

#### Flügel an der Strehlener Straße
Die Fassade an der Strehlener Straße ist entsprechend der Fassade des Traktes an der Ackermannstraße gestaltet worden. Während der Gebäudetrakt an der Ackermannstraße bereits über dem dritten Obergeschoss sein abschließendes Hauptgesims findet, wurde am  dritten Obergeschoss des  an der Strehlener Straße befindlichen Trakts nur ein umlaufendes starkes Putzsims angebracht. Den endgültigen oberen Abschluss wird an diesem Flügel erst am vierten Obergeschoss gebildet. Dort betont eine schwächere Putzvoute ein zweites Mal die Horizontale und bildet zusammen mit einem Hauptgesims und einer Attika einen Drempel von 2,20 Metern Höhe. An dem vierten Obergeschoss befindliche Fenster und Sgraffitokassetten betonen erneut die Horizontale.
Die Fassade an der Strehlener Straße hat drei besonders geschmückte Fensterachsen. Jeder dieser Achsen tritt als Risalit leicht vor die Fassade, wobei dessen Fenster im ersten und vierten Obergeschoss eine Bekrönung aus Sandstein zeigen. Im ersten Obergeschoss ist es ein Dreiecksgiebel als Fensterverdachung, während es im vierten Obergeschoss ein gesprengter Ziergiebel ist. Im Dachgeschoss zeigen diese Risalite einen kräftigen Gaubenabschluss mit Säulenbrüstung.
Die Gartenfront an der Strehlener Straße hat ein vorgezogenes Treppenhaus mit einer Betonung des Eingangs und einem dominanten Bogenabschluss auf der Höhe des Hauptgesimses. Eine farbig abgesetzte Sonnenuhr wurde unter dem Abschlussbogen befestigt, wobei ein dort befindliches Rundfenster einbezogen wurde.